# Cases a la plaça Perpinyà, 21-23 (Banyoles)
Les Cases a la plaça Perpinyà, 21-23 és una obra de Banyoles (Pla de l'Estany) inclosa a l'Inventari del Patrimoni Arquitectònic de Catalunya.

## Descripció
És un conjunt de cases que presenten plana baixa i pis. Façana de parament a portell, arrebossat i esgrafiat. A la planta baixa, finestra i porta emmarcada a la part superior per un llinda i motllura en sobresortit a mode d'un trencaaigües. Ornamentació de tipus floral dins d'algun motiu modernista d'aspecte ondulant com els que centren la data de construcció al bell mig de la llinda. A cada cantó de la porta, i sobre un sòcol i a partir d'una primera motllura s'hi conformen sengles columnes helicoidals que ocupen l'intradós de l'obertura de la porta. Al registre superior hi tenim dues obertures en forma de balcó i recollits per una mateixa barana de ferro forjat que presenta un ritme ondulat i de formes convexes i còncaves.
Els finestrals es troben coberts, també, el mateix tipus de llinda que les obertures inferiors. Els motius esgrafiats es manifesten dins l'estil i programa de les decoracions murals europees de principis de segle XX i de tipologia neoclàssica. Abans d'arribar a la cornisa, element característic, hi ha una sanefa esgrafiada amb motius florals i dos registres ornamentals geomètrics, ambdues recorren tot el llarg del conjunt d'habitatges. Una cornisa ondulada corona l'edifici. La seva tipologia és de caràcter modernista. La seva superfície simulant "petites escames" de ceràmica de color ens recorda, pel seu tractament, a la teulada de la casa Batlló d'Antoni Gaudí. Tot el conjunt, malgrat tenir una distribució de volums semblant a l'antiga casa tradicional, difereix, d'altra banda, molt quant a solucions estructurals i decoratives.